# Stadión Zirka
Stadión Zirka je víceúčelová stavba užívaná především pro fotbal ležící v Kropyvnyckém na Ukrajině. Fotbalový klub Zirka Kropyvnyckyj zde hraje domácí zápasy První ukrajinské ligy. Kapacita stadiónu je 13 667.
Dokud působil Olimpik Kropyvnyckyj ve druhé lize, rovněž využíval stadión.
Stadion byl v roce 2021 pojmenován po poslanci Stanislavu Berezkinovi (Станісла́в Семе́нович Бере́зкін).